# IC 2878
IC 2878 је лентикуларна галаксија у сазвјежђу Лав која се налази на листи објеката дубоког неба у Индекс каталогу.
Деклинација објекта је + 9° 58' 3" а ректасцензија 11h 29m 38,2s. Привидна величина (магнитуда) објекта IC 2878 износи 15,2 а фотографска магнитуда 16,2.